# Kepler-1625 b I
Kepler-1625 b I est une possible exolune orbitant autour de la planète Kepler-1625 b, elle a été découverte en 2017. C'est la première exolune qu'on ait découverte. La planète est située à environ 8 000 années-lumière.

## Caractéristiques
Ce satellite pourrait être gazeux car l'exolune fait environ la taille de Neptune, une planète gazeuse de notre système solaire. Si cette hypothèse est confirmée, elle pourrait être le premier satellite naturel gazeux qu'on ait découvert. L'exolune orbite à environ 0,0023 unités astronomiques de l'exoplanète,.

## Exolune hypothétique
Les astronomes ont découvert que Hubble a vu l'exoplanète passer devant son étoile 78 minutes plus tôt que prévu, le transit de la planète devrait être de 19 heures. De plus, l'objet a eu une seconde chute de luminosité 3 heures avant la fin du transit. Ces données font que l'exolune reste hypothétique et qu'on n'a pas encore assez de données pour confirmer l'existence.
Par contre, l'exoplanète principale a une baisse de luminosité, ce qui permet de dire qu'il y a probablement cette exolune autour de l'exoplanète,.

## Une lune autour d'une lune?
La taille de l'exolune fait qu'il est possible qu'il y ait d'autres satellites naturels autour de ce satellite naturel d'une exoplanète. Cette lune de lune (sous-satellite) pourrait même être habitable (bien que la planète principale sorte parfois de la zone habitable),.